# Cyrtopogon dasylloides
Cyrtopogon dasylloides är en tvåvingeart som beskrevs av Samuel Wendell Williston  1883. Cyrtopogon dasylloides ingår i släktet Cyrtopogon och familjen rovflugor. Inga underarter finns listade i Catalogue of Life.